# بوستان کتاب
بوستان کتاب مرکز چاپ و نشر دفتر تبلیغات اسلامی است که در سال ۱۳۶۱ به انگیزه تبیین و گسترش خردمندانه وحی و ارزش های انقلاب اسلامی با نشر آثاری از اندیشوران  و فرهیختگان تأسیس شد. این انتشارات به عنوان پرافتخارترین ناشر کشور و در کنار پژوهشگاه علوم و فرهنگ اسلامی، به عنوان دو سازمان انتشاراتی دفتر تبلیغات اسلامی در حال فعالیت هستند.

## اهداف و موضوعات کاری
- تاکید بر گسترش فرهنگ قرآنی و آموزه های وحیانی و میراث اهل بیت
- توجه به تعلیم و تربیت کاربردی
- احیای میراث گذشتگان
- پاسخ به شبهات عقیدتی
- تاریخ اسلام
- تبیین دستاوردهای انقلاب اسلامی

- ادبیات و هنر

آنچه که در سال های آتی در برنامه های راهبردی موسسه پیش بینی شده است، تثبیت ونقش بیشتر در اسناد بالادستی دفتر تبلیغات اسلامی و تدوین نهایی و تحقق برننامه های کوتاه مدت و بلند مدت موسسه بر اساس نیازهای مخاطبان در جهت تحقق اهداف موسسه،  اعم از فضای حقیقی و مجازی خواهد بود. 

## محدوده فعالیت
بوستان کتاب دامنه مخاطبین خود را در سه گروهِ عمومی، تخصصی و کودک و نوجوان تعریف کرده‌است. این انتشارات که در ابتدا به جهت نشر کتاب‌های اسلامی تأسیس شده بود اکنون پا را فراتر گذاشته‌است و در موضوعاتی دیگر نظیر هنر، ادبیات، علوم تربیتی، تاریخ، فلسفه و … فعالیت می‌کند و آثار سایر ناشران را نیز در زمینه های مختلف علوم انسانی را بصورت فیزیکی و مجازی به فروش میرساند. بیشتر کتاب‌های حوزه‌های علمیه به خصوص شروح کتاب‌های اصلی آن مثل شرح مکاسب و شرح رسائل، کفایه، لمعه، مجموعه آثار شهید اول و شهید ثانی، صرف، نحو و … توسط این انتشارات منتشر شده‌است.

## مراکز فروش موسسه و نمایندگی ها
موسسه بوستان کتاب آثار خود را در فروشگاه های قم، تهران، مشهد، اصفهان و بیش از شصت نمایندگی در سراسر کشور عرضه میکند :
- فروشگاه مرکزی : قم، میدان شهدا، بوستان کتاب
- فروشگاه شماره دو : تهران، خ انقلاب، بین فلسطین و وصال، پلاک ۹۵۱
- فروشگاه شماره سه : مشهد، چهار راه خسروی، مجتمع یاس، جنب دفتر تبلیغات اسلامی
- فروشگاه شماره چهار : اصفهان، خ حافظ، چهار راه کرمانی، جنب دفتر تبلیغات اسلامی
- فروشگاه شماره پنج : (تخصصی کودک و نوجوان) قم، نبش خیابان ارم

## چاپخانه موسسه بوستان کتاب
موسسه بوستان کتاب که از ناشران موفق در عرصه نشر و تولید آثار دینی است، برای ارایه تولیداتی با کیفیت برتر و شایسته حوزه دین، چاپ خانه خود را که با قدمتی سی و پنج ساله، مجموعه ای متمرکز از خدمات چاپ و صحافی است دیگربار بازسازی کرده و با گسترش بخش چاپ ، یک دستگاه دو ورقی چهار رنگ دورو چاپ، مدل P-H-4-74 SM

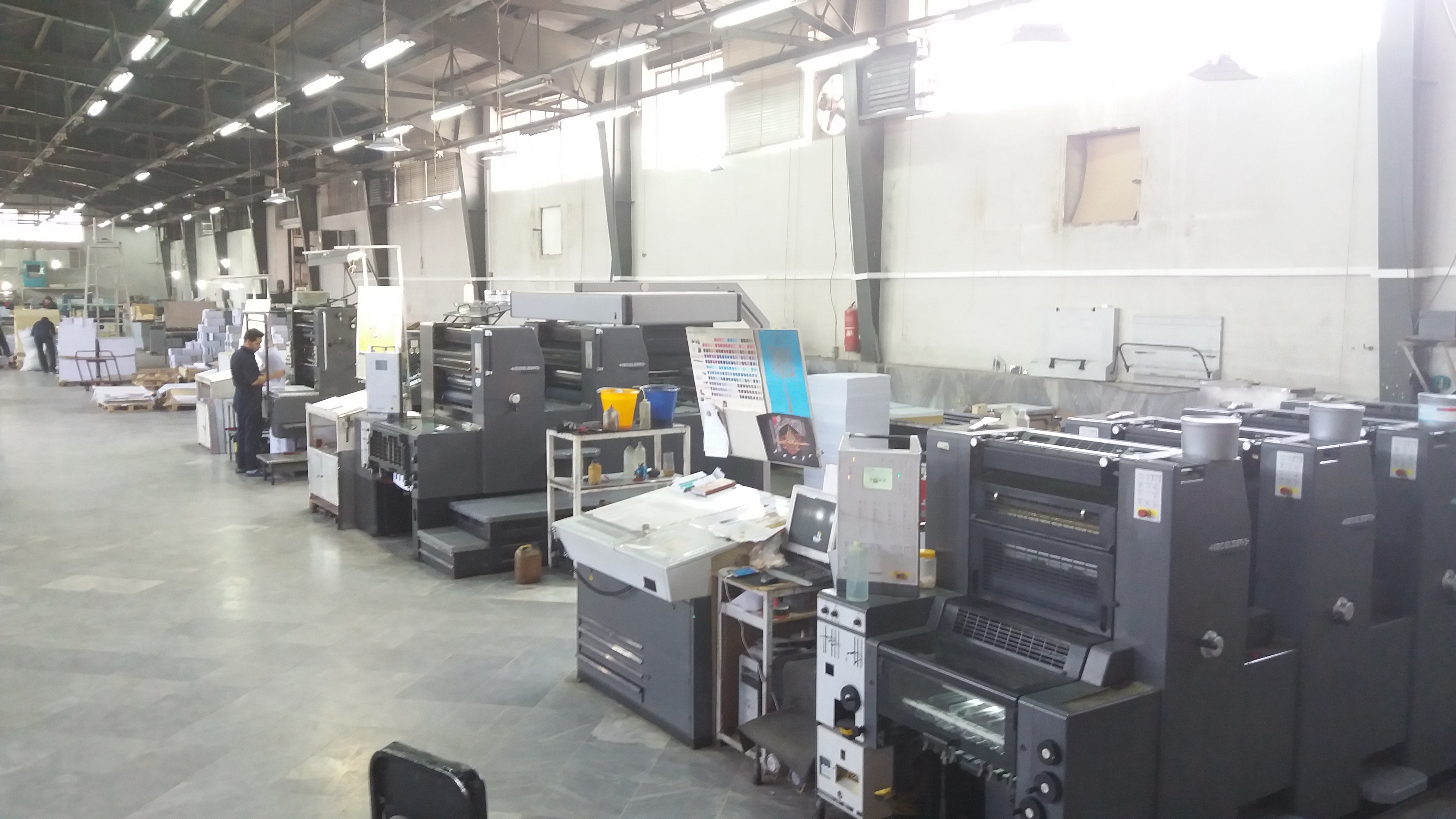
چاپخانه دفتر تبلیغات اسلامی

نیز به مجموعه خود افزوده است. هم اکنون چاپ خانه موسسه بوستان کتاب مجهز به این دستگاه هاست :

### بخش چاپ
1. یک دستگاه چاپ یک ورقی چهار رنگ مدل HEIDELBERG با سرعت ۱۳۰۰۰برگ در ساعت
2. ماشین چاپ دوورقی چهار رنگ دو رنگ مدل HEIDELBERG با سرعت ۱۳۰۰۰برگ در ساعت
3. ماشین چاپ دوورقی چهار رنگ مدلSM۷۴با سرعت ۱۳۰۰۰برگ در ساعت
4. ماشین چاپ دو ورقی تک رنگ
5. ماشین چاپ دو ورقی تک رنگ
6. دستگاه برش پلارمدل XT۱۱۵با قابلیت برنامه ریزی رایانه ای

### بخش صحافی
صحافی جلد نرم (شومیز با چسب گرم) شامل دو دستگاه :
1. جلدکن چسب گرم EUROBIND مدل ۱۳۰۰ با توانایی صحافی با عطف ۲ تا ۴۵ میلی متر
2. جلدکن چسب گرم مدل MULLER MARTINI است.

گذشته از بخش صحافی سخت (گالینگور و سلفون) چاپ خانه و ماشین آلات مربوط به آن، چهار دستگاه تاکنی ، یک ترکیب کن، دو برش و گردکن لبه کتاب و دستگاه وکیوم و شیرینگ، کامل کننده خط تولید مطمین و باکیفیت چاپخانه بوستان کتاب است.

## نمایشگاه کتاب
محمدباقر انصاری رئیس مؤسسه بوستان کتاب در گفتگو با خبرگزاری کتاب ایران، از حضور این انتشارات در سی و دومین نمایشگاه بین‌المللی کتاب تهران با ۲۰۰۰ کتاب خبر داد.

## نشر کتاب
این مجموعه توانسته‌است از ابتدای تأسیس بیش از ۸۰۰۰ کتاب منتشر کند. بوستان کتاب تا کنون بیش از ۳۵۸ عنوان کتاب برگزیده در جشنواره‌های مختلف داشته‌است.

## نشر الکترونیک
علاوه بر نشر مکتوب ، موسسه آثار خود را به صورت الکترونیک نیز منتشر میکند. علاقه مندان میتوانند با مراجعه به سایت پژوهان و دریافت اپلیکیشن کتابخوان پژوهان آثار موسسه را خریداری و در محیط اندروید استفاده نمایند.

## افتخارات
بخشی از افتخارات این مجموع عبارتند از:
- ۲۵ عنوان، کتاب برگزیده و تشویقی سال کشوری
- ۸۹ عنوان، کتاب برگزیده و تشویقی سال حوزه
- ۳۹ عنوان، کتاب برگزیده و تقدیری سال دانشجویی
- ۲۳ عنوان، کنگره دین پژوهان
- ناشر برگزیده ۳۰ سال پژوهش در انقلاب اسلامی از سوی وزارت فرهنگ و ارشاد اسلامی[۱۰]
- ناشر برگزیده سال قرآن کریم (۱۳۸۳) برگزیده وزارت فرهنگ و ارشاد اسلامی
- ناشر سال کشوری (۱۳۷۵، ۱۳۷۸، ۱۳۷۹، ۱۳۸۲، ۱۳۸۴، ۱۳۸۶، ۱۳۸۷ و ۱۳۹۲) برگزیده وزارت فرهنگ و ارشاد اسلامی[۱۱]
- ناشر سال حوزه (۱۳۷۷، ۱۳۷۹، ۱۳۸۱، ۱۳۸۲، ۱۳۸۳، ۱۳۸۴، ۱۳۸۵، ۱۳۸۷ و ۱۳۸۷) برگزیده مدیریت حوزه علمیه قم[۱۲][۱۳]
- ناشر سال دانشجویی (۱۳۸۱، ۱۳۸۲، ۱۳۸۴، ۱۳۸۶) برگزیده جهاد دانشگاهی[۱۴][۱۵][۱۶]
- ناشر جشنواره کتاب خانواده (۱۳۸۶)[۱۷]
- ناشر برگزیده نمایشگاه بین‌المللی کتاب تهران (۱۳۷۵ و ۱۳۸۱ و ۱۳۸۷)[۱۸][۱۹][۲۰]
- ناشر جشنواره کتاب آسان (۱۳۸۳) برگزیده سازمان نهضت سوادآموزی
- ناشر سال استان قم (۱۳۷۸)
- ناشر برگزیده سال در بخش ناشران بزرگسال دولتی (۱۳۸۶، ۱۳۸۷)[۲۱][۲۲]
- ناشر برگزیده کتاب سال کودک و نوجوان استان قم (۱۳۸۸ و ۱۳۸۹)[۲۳][۲۴][۲۵][۲۶]